# Skazji ej
Skazji ej (russisk: Скажи ей) er en russisk spillefilm fra 2021 af Aleksandr Molotjnikov.

## Medvirkende
- Kay Aleks Getts som Sasja
- Artjom Bystrov som Artjom
- Svetlana Khodtjenkova som Sveta
- Wolfgang Cerny som Michael
- Aleksej Serebrjakov